# Triade di Whipple
La triade di Whipple è l'insieme dei seguenti tre elementi suggestivi della presenza di insulinoma (tumore endocrino del pancreas):
1. Sintomi di ipoglicemia
2. Ipoglicemia (cioè bassi livelli di glucosio nel sangue) in concomitanza coi sintomi
3. Scomparsa dei sintomi dopo assunzione di glucosio.

I sintomi più frequenti dell'ipoglicemia nel paziente con insulinoma sono disturbi della visione, palpitazione, debolezza.
La triade prende nome da Allen Whipple, il chirurgo americano di origini azere ideatore dell'omonima procedura chirurgica (anche nota come duodenocefalopancresectomia).